# Ballistica
Ballistica is een Amerikaanse film uit 2011 van The Asylum met Paul Logan.

## Verhaal
CIA-agent Damian gaat op zoek naar een bom die miljoenen mensenlevens kan kosten en naar de man die de bom ontwikkelde.

## Rolverdeling
| Acteur        | Personage    |
| ------------- | ------------ |
| Paul Logan    | Damian Sloan |
| Martin Kove   | Riley        |
| Robert Davi   | Macarthur    |
| C.B. Spencer  | Alexa        |
| Andrew Divoff | Dragomir     |